# Acalypha stenoloba
Espèce
Acalypha stenoloba est une espèce de plantes à fleurs de la famille des Euphorbiaceae. C'est un arbre originaire de Bolivie, de l’Équateur et du Pérou.

## Publication originale
- Flora 55: 41. 1872.